# Ken Jennings
Ken Jennings, né le 23 mai 1974 Edmonds dans l'État de Washington, est un informaticien et auteur américain connu pour détenir le record du plus grand nombre de victoires consécutives (74) au jeu télévisé Jeopardy! et de la plus grande somme totale (5 223 414 $) jamais gagnée à la télévision dans un jeu de culture générale.

## Biographie
Né à Edmonds (Washington), Jennings grandit à Séoul (1981-1992) et à Singapour (1992-1996), où son père travaillait pour un bureau de droit international privé ; durant ces années, il regardait Jeopardy! à la télévision sur le réseau American Forces Network.
Jennings alla à l'école pour étrangers de Séoul, où il passa le baccalauréat international ; il obtint ensuite des diplômes en informatique et en littérature anglaise à l'université Brigham Young, où il joua dans l'équipe de Quiz bowl (en) durant trois ans et demi.

## Performance àJeopardy!

### La plus longue série gagnante de l'histoire du jeu
Avant 2003, les candidats au jeu télévisé Jeopardy! étaient limités à cinq apparitions consécutives, mais les règles changèrent au début de la vingtième saison ; jusqu'à l'arrivée de Jennings, le record était détenu par Tom Walsh, qui remporta huit victoires consécutives en janvier 2004, pour la somme de 186 900 $.
Jennings apparut à l'émission du 2 juin 2004 au 30 novembre 2004, où il perdit pour sa 75e participation face à Nancy Zerg.

### Conséquences sur l'émission
Jeopardy! modifia certaines coutumes de l'émission durant le passage de Jennings, par exemple en donnant plus de temps aux nouveaux joueurs pour se familiariser avec le buzzer. Le 1er décembre 2004, le lendemain de sa défaite, Jennings fit une apparition au début de l'émission, durant laquelle le présentateur Alex Trebek rappela ses succès et les records qu'il avait battu ; le Livre Guinness des records le mentionna ensuite à la rubrique « Gains à une émission de jeux télévisés ».
Selon l'échelle de Nielsen, l'audience de Jeopardy! avait augmenté de 22% durant le passage de Jennings ; à la fin de la vingtième saison, le spectacle dépassait Wheel of Fortune en popularité.

## Tournois deJeopardy!

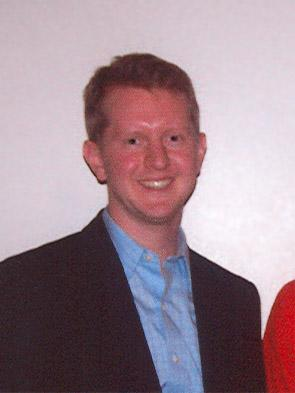
Ken Jennings en 2005.

Le 28 décembre 2004, Sony annonça un spectacle de 15 semaines, Jeopardy! Ultimate Tournament of Champions (en), rassemblant des champions des 21 années précédentes ; le but étant, en partie, de donner aux champions de la période où ils ne pouvaient jouer plus de cinq fois une autre chance de briller. 145 joueurs y participèrent, dont Jennings (lequel était automatiquement sélectionné parmi les finalistes). Jennings obtint la seconde place (avec un prix de 500 000 $ derrière Brad Rutter (en).
En février 2011, Jennings et Rutter participèrent à une émission spéciale de Jeopardy! contre l'intelligence artificielle Watson d'IBM, qui les battit tous les deux. Jennings écrivit un article sur cette émission pour Slate.
En 2014, Jeopardy! organisa un tournoi de cinq semaines, Jeopardy! Battle of the Decades (en). Jennings atteignit la finale avec Brad Rutter et Roger Craig, et termina à nouveau deuxième derrière Rutter.

## AprèsJeopardy!
Ken Jennings a écrit plusieurs livres. Brainiac: Adventures in the Curious, Competitive, Compulsive World of Trivia Buffs détaille son expérience à Jeopardy! et les recherches dans la culture des trivia qu'il a mené par la suite. Maphead: Charting the Wide, Weird World of Geography Wonks explore le monde des enthousiastes de géographie et de cartes. Il a aussi écrit cinq livres pour jeunes passionnés, les Junior Genius Guides.
Jennings a écrit la rubrique "Ken"nections dans Parade Magazine jusqu'en 2015 ; il y posait cinq questions reliées à un sujet-mystère, que les lecteurs devaient deviner.